# Francesco Vettori (antiquario)
Francesco Vettori (in latino Franciscus Victorius; 1693 – 1770) è stato un antiquario e numismatico italiano.

## Biografia
Francesco Vettori si appassionò sin da giovane allo studio dei monumenti antichi, di cui era ricca la sua città natale, Ispello. Grazie a ciò acquisì la capacità di tradurre anche i testi più difficili. In seguito, grazie all'aiuto del suo protettore, il cardinale Prospero Lambertini, studiò numismatica e glittografia.
Quando Lambertini fu eletto papa con il nome di Benedetto XIV nel 1740, nominò Vettori direttore dei Musei vaticani, incarico che mantenne fino alla morte.

## Pubblicazioni
- Veteris gemmae ad christianum usum explanatio, 1732
- Nummus aureus veterum christianorum, 1737
- Dissertatio glyptographica, 1737
- De vetustate et forma manogrammatis nominis Jesu, 1747
- Dissertatio apologetica de quibusdam Alexandri Severi numismatibus, 1749
- Le culte de Cybèle chez les anciens, 1753